# Президент Шри-Ланки
Президент Шри-Ланки (англ. President of Sri Lanka, синг. ශ්‍රී ලංකා ජනාධිපති Sri Lanka Janadhipathi, там. இலங்கை சனாதிபதி) — глава государства и правительства Шри-Ланки.
Президент является членом и главой кабинета, назначает премьер-министром члена парламента, который пользуется доверием парламента. Другие министры назначаются президентом по согласованию с премьер-министром, кроме того, президент может оставить за собой любой из постов в кабинете.

## История
В 1970 году специально созванная Учредительная ассамблея начала разработку текста новой конституции Цейлона, которая вступила в силу 22 мая 1972 года. По ней страна становилась парламентской республикой, в которой полномочия правительства, отвечающего перед парламентом и формируемого из депутатов партий, обладающих в нём большинством голосов, превалировали над полномочиями президента страны, провозглашённого главой государства. Первым президентом был избран последний Генерал-губернатор Цейлона Уильям Гопаллава.
Одержав победу на выборах 1977 года, Объединённая национальная партия во главе с Дж. Р. Джаявардене, внесла 4 сентября 1977 года в Конституцию поправку, передавшую полноту исполнительной власти президенту, который одновременно стал главой правительства. И президент, и формируемый им кабинет, ответственны перед парламентом через процедуру импичмента. Премьер-министр, являющийся помощником президента в правительстве, — глава партии, получившей большинство на выборах. Первым президентом, получившим новый объём полномочий, стал оставивший пост премьер-министра для занятия президентской должности Дж. Р. Джаявардене (4 февраля 1978 года).

## Список президентов

### Президенты Республики Шри-Ланка (1972—1978)
| № | Портрет | Имя (годы жизни)                                             | Полномочия     | Полномочия      | Партия                           | Совмещение полномочий                                                                                    | Штандарт |
| № | Портрет | Имя (годы жизни)                                             | Начало         | Окончание       | Партия                           | Совмещение полномочий                                                                                    | Штандарт |
| - | ------- | ------------------------------------------------------------ | -------------- | --------------- | -------------------------------- | --- | -------- |
| 1 |         | Уильям Гопаллава (1897—1981) синг. විලියම් ගොපල්ලව                | 22 мая 1972    | 4 февраля 1978  | независимый                      | |          |
| 2 |         | Джуниус Ричард Джаявардене (1906—1996) синг. ජුනියස් රිචඩ් ජයවර්ධන | 4 февраля 1978 | 7 сентября 1978 | Объединённая национальная партия | Министр обороны Министр экономики и планирования Министр осуществления плана Министр высшего образования |          |

### Президенты ДСР Шри-Ланка (после 1978)
7 сентября 1978 года вступила в силу новая Конституция Шри-Ланки, согласно которой страна стала называться Демократическая Социалистическая Республика Шри-Ланка (синг. ශ්‍රී ලංකා ප්‍රජාතාන්ත්‍රික සමාජවාදී ජනරජය, там. இலங்கை சனநாயக சோசலிசக் குடியரசு). Новая Конституция включила в себя поправки 1977 года, установившие систему президентской республики.
| №     | Портрет      | Имя (годы жизни)                                                                      | Полномочия       | Полномочия                                                 | Партия                           | Выборы | Совмещение полномочий | Штандарт |
| №     | Портрет      | Имя (годы жизни)                                                                      | Начало           | Окончание                                                  | Партия                           | Выборы | Совмещение полномочий | Штандарт |
| ----- | ------------ | ------------------------------------------------------------------------------------- | ---------------- | ---------------------------------------------------------- | -------------------------------- | --- | --- | -------- |
| 2     |              | Джуниус Ричард Джаявардене (1906—1996) синг. ජුනියස් රිචඩ් ජයවර්ධන                          | 7 сентября 1978  | 2 января 1989                                              | Объединённая национальная партия | 1982 | Министр обороны Министр экономики и планирования Министр осуществления плана Министр высшего образования |          |
| 3     |              | Ранасингхе Премадаса (1924—1993) синг. රණසිංහ ප්‍රේමදාස                                      | 2 января 1989    | 1 мая 1993                                                 | Объединённая национальная партия | 1988 | Министр обороны Министр Буддизма Министр политического планирования и воплощения |          |
| и. о. |              | Дингири Банда Виджетунге (1922—2008) синг. ඩිංගිරි බණ්ඩා විජේතුංග                               | 1 мая 1993       | 7 мая 1993                                                 | Объединённая национальная партия | | Премьер-министр Шри-Ланки |          |
| 4     | 7 мая 1993   | Дингири Банда Виджетунге (1922—2008) синг. ඩිංගිරි බණ්ඩා විජේතුංග                               | 12 ноября 1994   | Министр обороны Министр финансов Министр по делам буддизма | Объединённая национальная партия | | |          |
| 5     |              | Чандрика Бандаранаике Кумаратунга (1945—) синг. චන්ද්‍රිකා බන්ඩාරනායක කුමාරතුංග                    | 12 ноября 1994   | 19 ноября 2005                                             | Партия свободы                   | 1994 1999 | Министр обороны, общественной безопасности, правопорядка Министр финансов и планирования Министр средств массовой информации Министр по делам Самурдхи Министр туризма и авиации Министр учения Будды Министр образования |          |
| 6     |              | Перси Махендра Раджапакса (1945—) синг. පර්සි මහේන්ද්‍ර රාජපක්ෂ                                | 19 ноября 2005   | 9 января 2015                                              | Партия свободы                   | 2005 2010 | Министр обороны Министр финансов Министр закона и порядка Министр автомобильных дорог, портов и судоходства |          |
| 7     |              | Паллеуатте Гамаралаге Майтрипала Япа Сирисена (1951—) синг. පල්ලෙවත්ත ගමරාලගේ මෛත්‍රීපාල යාපා සිරිසේන | 9 января 2015    | 18 ноября 2019                                             | Партия свободы                   | 2015 | Министр обороны Министр развития Махавели и окружающей среды |          |
| 8     |              | Нандасена Готабая Раджапакса (1949—) синг. නන්දසේන ගෝඨාභය රාජපක්ෂ                           | 18 ноября 2019   | 14 июля 2022                                               | Народный фронт Шри-Ланки         | 2019 | Министр обороны Министр технологий |          |
| и. о. |              | Ранил Викрамасингхе (1949—) синг. රනිල් වික්‍රමසිංහ                                           | 15 июля 2022     | 22 июля 2022                                               | Объединённая национальная партия | 2019 | Премьер-министр Шри-Ланки |          |
| 9     | 22 июля 2022 | Ранил Викрамасингхе (1949—) синг. රනිල් වික්‍රමසිංහ                                           | 23 сентября 2024 | 2022                                                       | Объединённая национальная партия | Министр обороны Министр технологий Министр финансов Министр по делам женщин, детей и расширению социальных прав и возможностей | |          |
| 10    |              | Анура Кумара Диссанаяке (1968—) синг. අනුර කුමාර දිසානායක                                   | 23 сентября 2024 | действующий                                                | Джанатха Вимукти Перамуна        | 2024 | Министр обороны Министр сельского хозяйства, животноводства, ирригации, рыболовства и водных ресурсов Министр энергетики Министр финансов, экономического развития, разработки политики, планирования и туризма           |          |